# Anderson Cooper
Anderson Hays Cooper (sinh ngày 3 tháng 6 năm 1967) là một nhà báo, nhân vật truyền hình và tác giả người Mỹ. Ông là dẫn chương trình chính trong chương trình tin tức Anderson Cooper 360° của CNN. Chương trình thường được phát sóng trực tiếp từ một trường quay tại Thành phố New York; tuy nhiên, Cooper thường dẫn từ trường quay của CNN tại Washington, D.C., hoặc tại những nơi xảy ra tin nóng. Ngoài ra, ông còn là cộng tác viên lớn của chương trình 60 Minutes.
Từ tháng 9 năm 2011 tới tháng 5 năm 2013, ông cũng là dẫn chương trình cho talk show ban ngày lấy tên chính mình, Anderson Live.

## Tiểu sử và gia đình
Cooper sinh tại Thành phố New York, là con trai thứ hai của nhà văn Wyatt Emory Cooper và họa sĩ, nhà thiết kế thời trang và nhà văn Gloria Vanderbilt. Ông bà ngoại của ông là triệu phú đua ngựa Reginald Claypoole Vanderbilt và Gloria Morgan Vanderbilt, và ông cố ngoại ba đời của ông là doanh nhân Cornelius Vanderbilt, người đã lập ra sự nghiệp tàu biển và đường sắt nổi tiếng cho dòng họ nhà Vanderbilt. Ông cũng là hậu duệ của cựu chiến binh thời Nội chiến Thiếu tướng Hugh Judson Kilpatrick, người đã cùng Tướng William T. Sherman hành quân qua Georgia. Theo dòng họ "Vanderbilt", ông là anh họ thứ hai của nhà biên kịch James Vanderbilt.
Kinh nghiệm về truyền thông của Cooper bắt đầu rất sớm. Khi còn là em bé, ông được Diane Arbus chụp ảnh cho Harper's Bazaar. Vào năm ba tuổi, Cooper là khách mời của chương trình The Tonight Show vào ngày 17 tháng 9 năm 1970, xuất hiện cùng mẹ mình. Vào năm chín tuổi, ông xuất hiện trên game show To Tell the Truth làm người thủ vai. Từ năm 10 tới 13 tuổi, Cooper đã làm người mẫu Ford Models cho Ralph Lauren, Calvin Klein và Macy's.
Cha của Cooper phải trải qua nhiều cơn nhồi máu cơ tim trong lúc đang phải phẫu thuật tim, và đã qua đời ngày 5 tháng 1 năm 1978 ở tuổi 50. Cooper cho rằng cuốn sách Families của cha mình "giống như một cuốn sách hướng dẫn...ông đã muốn tôi sống như thế nào và những lựa chọn mà ông muốn tôi phải chọn. Và vậy nên tôi cảm thấy rất gần gũi với ông."
Anh trai của Cooper, Carter Vanderbilt Cooper, đã tự sát vào ngày 22 tháng 7 năm 1988 ở tuổi 23, bằng cách nhảy từ tầng 14 khu căn hộ penthouse của nhà Vanderbilt tại Thành phố New York. Gloria Vanderbilt sau đó đã viết về cái chết của con trai mình trong cuốn sách A Mother's Story, trong đó bà cho rằng vụ việc là do loạn tâm thần gây ra bởi dị ứng với loại thuốc kê đơn chống hen suyễn salbutamol. Anderson nói về vụ tự tử của Carter là một sự kiện đã khiến ông bắt đầu hứng thú nghề báo chí.
Sự mất mát là một chủ đề mà tôi nghĩ tới rất nhiều, và đó là thứ gì đó mà tôi luôn nghĩ tới trong công việc mình. Tôi nghĩ rằng khi bạn phải trải qua bất cứ sự mất mát nào, nhất là sự mất mát mà tôi đã trải qua, bạn sẽ tự hỏi những câu hỏi như: Tại sao nhiều người lại có thể vượt qua những tình huống mà những người khác không thể chịu đựng được? Liệu mình có thể sống sót và tự mình vươn tới thành công?

## Giáo dục
Cooper học tại Trường Dalton, một trường trước đại học tư đồng giáo dục tại Thành phố New York. Ở tuổi 17, sau khi tốt nghiệp sớm một học kỳ, Cooper du lịch vòng quanh châu Phi vài tháng trong một "chuyến đi sinh tồn". Ông bị sốt rét trong chuyến đi và phải nhập viện tại Kenya. Nói về sự việc, Cooper viết "Châu Phi là nơi để quên và bị lãng quên đi." Cooper tiếp tục học tại Đại học Yale, nơi ông ở tại Trường khoa Trumbull, và được gia nhập vào hội Manuscript, học chuyên ngành khoa học chính trị và tốt nghiệp bằng cử nhân năm 1989.

## Sự nghiệp
Trong những năm đại học, Cooper dành hai kỳ nghỉ hè làm thực tập tại Cơ quan Tình báo Trung ương. Mặc dù không có bằng cấp về báo chí, ông vẫn quyết tâm theo đuổi ngành này sau khi ra trường, và tự nhận mình là một "kẻ nghiện tin tức từ khi còn trong bụng mẹ." Sau công việc cộng tác đầu tiên vào đầu những năm 1990, ông tạm nghỉ và sống tại Việt Nam trong một năm, trong thời gian đó ông học tiếng Việt tại Đại học Quốc gia Hà Nội.

### Channel One

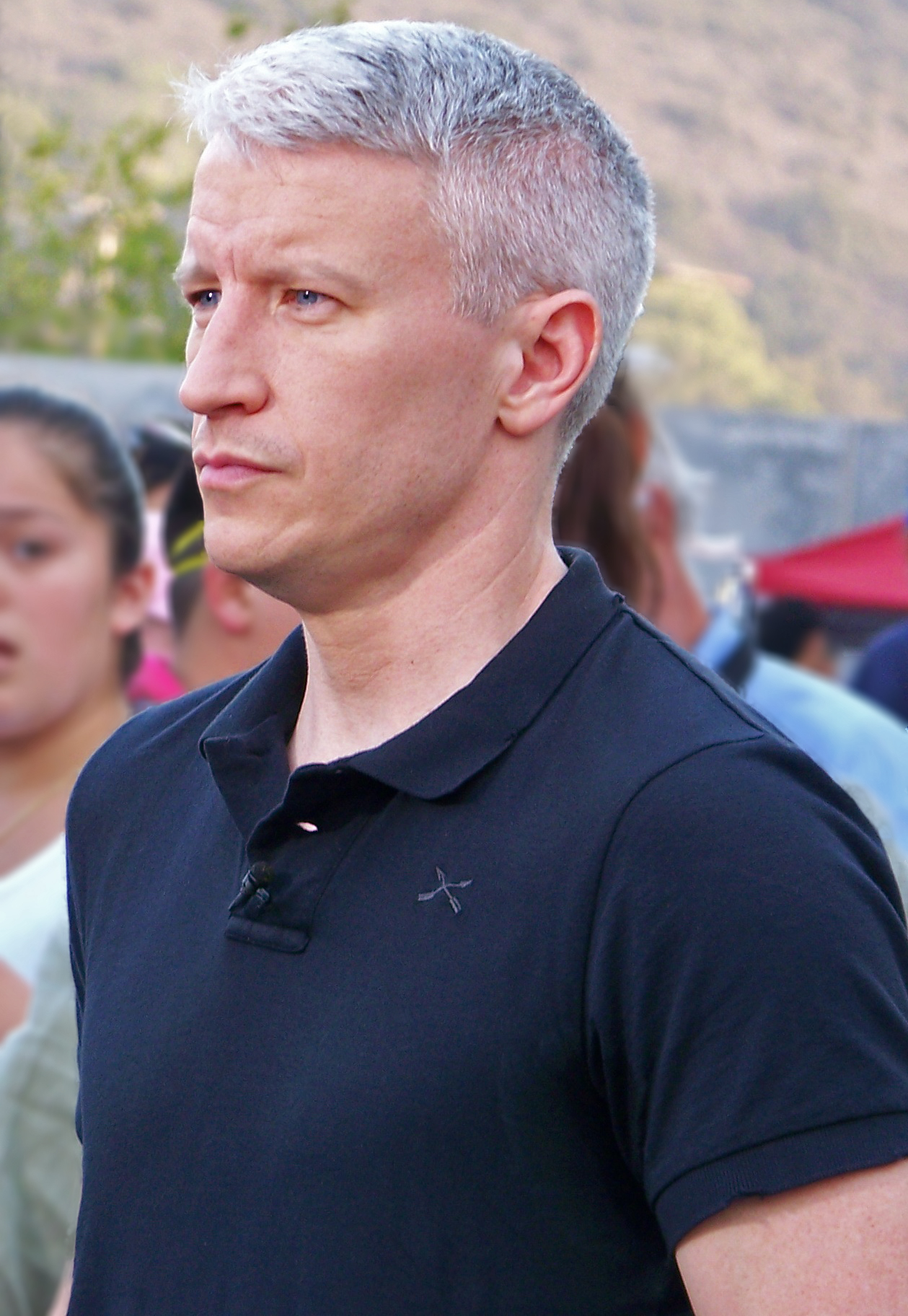
Anderson Cooper tại Sân vận động Qualcomm trong vụ cháy rừng tại California vào tháng 10 năm 2007

Sau khi tốt nghiệp Đại học Yale, ông cố gắng xin công việc trả lời điện thoại tại ABC, nhưng không thành công. Khó khăn trong con đường tiến tới công việc đưa tin trên truyền hình, Cooper quyết định nhờ bạn bé giúp làm một tấm thẻ nhà báo giả. Khi đó, Cooper làm công việc xác minh thông tin cho hãng tin tức nhỏ Channel One, một hãng sản xuất một chương trình tin tức hướng tới giới trẻ được phát sóng tới nhiều trường trung học tại Hoa Kỳ. Cooper sau đó tự vào Myanmar với tấm thẻ nhà báo giả của mình và gặp gỡ các sinh viên đang đấu tranh chống lại chính phủ. Cuối cùng sau đó ông mới có thể bán các phần đưa tin tự làm của mình cho Channel One.
Sau khi đưa tin tại Myanmar, Cooper sống tại Việt Nam trong một năm và học tiếng Việt tại Đại học Quốc gia Hà Nội. Công việc tại Channel One cho phép ông được đem theo một chiếc máy quay Hi-8 bên mình, và ông sớm bắt đầu đưa tin và biên tập các bản tin về đời sống và văn hóa Việt được phát sóng trên Channel One. Sau đó ông quay lại đưa tin từ các vùng chiến tranh trên toàn cầu, bao gồm Somalia, Bosnia, và Rwanda.
Công tác được vài năm, Cooper dần dần quen với những cảnh bạo lực mà ông phải chứng kiến; nỗi kinh hoàng của nạn diệt chủng Rwandan trở nên bớt sợ hãi hơn: "Tôi thấy hàng chục xác chết và nghĩ rằng, nó cũng không tệ đến vậy." Tuy nhiên có một sự kiện đã đưa sự sợ hãi ấy quay lại:
Dọc đường [Cooper] gặp phải năm xác chết đã ở ngoài nắng được vài ngày. Da tay của một người phụ nữ cứ tách ra như một cái găng tay. Với vẻ mặt kinh hoàng, Cooper lấy vội chiếc máy ảnh dùng một lần và chụp cận cảnh xác chết cho bộ sưu tập cá nhân của mình. Khi đang chụp thì có một người khác chụp ảnh lại anh ấy. Người này sau đó cho Cooper xem tấm ảnh và nói "Anh cần phải xem lại việc mình đang làm." "Và đó là lúc tôi nhận ra mình phải dừng lại, [...] Về sau tôi phải đi đưa tin về vài hội chợ bang hay một cuộc thi sắc đẹp hay gì đó, để tự nhắc nhở mình về những góc nhìn khác."

### ABC
Vào năm 1995, Cooper trở thành cộng tác viên cho ABC News, và sau đó được lên vị trí đồng dẫn cho chương trình buổi đêm World News Now vào ngày 21 tháng 9 năm 1999. Vào năm 2000 ông thay đổi con đường tin tức và trở thành người dẫn cho chương trình truyền hình thực tế của ABC The Mole.
Năm cuối tại ABC, tôi phải làm cả buổi đêm dẫn chương trình tin tức, rồi cả ban ngày trên 20/20. Nên tôi phải ngủ khoảng hai hay bốn tiếng giữa hai ca, và tôi thấy rất mệt mỏi và muốn thay đổi. Tôi muốn dừng lo nghĩ và tạm nghỉ chuyện tin tức một chút, nên tôi đã hứng thú với truyền hình thực tế—và nó đã từng thú vị.

Cooper cũng là đồng dẫn chương trình thay thế cho Regis Philbin trên talk show truyền hình Live with Regis and Kelly vào năm 2007 khi Philbin phải đi phẫu thuật tim.

### CNN
Cooper rời bỏ The Mole sau mùa hai của chương trình để quay trở lại làm tin tức. Năm 2001, ông gia nhập CNN: "Hai mùa vừa qua đã là đủ, thêm cả vụ ngày 11/9 nữa, nên tôi nghĩ mình nên quay lại làm tin tức." Vị trí đầu tiên của ông tại CNN là đồng dẫn chương trình cùng với Paula Zahn trên American Morning. Năm 2002, ông trở thành người dẫn chương trình giờ vàng cuối tuần của CNN. Từ 2002, ông còn dẫn chương trình đặc biệt đêm giao thừa của CNN từ Quảng trường Thời đại.

#### Anderson Cooper 360°
Vào ngày 8 tháng 9 năm 2003, Cooper trở thành người dẫn của Anderson Cooper 360° trên CNN. Nói về triết lý làm người dẫn tin tức của mình, ông cho rằng:
Tôi nghĩ rằng khái niệm về người dẫn tin tức kiểu cũ, một người biết và nhìn thấy mọi chuyện đưa tin từ phía xa, đang dần tan biến. Tôi không nghĩ rằng khán giả còn cần điều đó nữa. Là một người xem, tôi biết mình sẽ không tin điều này. Tôi nghĩ rằng mình phải là chính mình, và phải nói thật, tự nhận những gì mình chưa biết, nói về những điều mình đã biết, và nói về những điều mình chưa biết như là mình chưa biết thật. Tôi thường tự hướng mình như những người là chính mình trên truyền hình, dù tốt hay xấu. hơn là những người mà tôi tin rằng đang tự tạo ra cá tính riêng cho mình. Nhân vật người dẫn trên The Simpsons là một bản sao chính xác của một số người dẫn có vấn đề như vậy.

Vào năm 2005, Cooper đã đưa tin về nhiều sự kiện quan trọng, bao gồm hâu quả sóng thần tại Sri Lanka; cuộc Cách mạng Cedar tại Beirut, Liban; cái chết của Giáo hoàng Gioan Phaolô II; và and the đám cưới hoàng gia của Hoàng tử Charles và Camilla Parker Bowles. Vào tháng 8 năm 2005, ông đưa tin về nạn đói tại Niger từ Maradi.

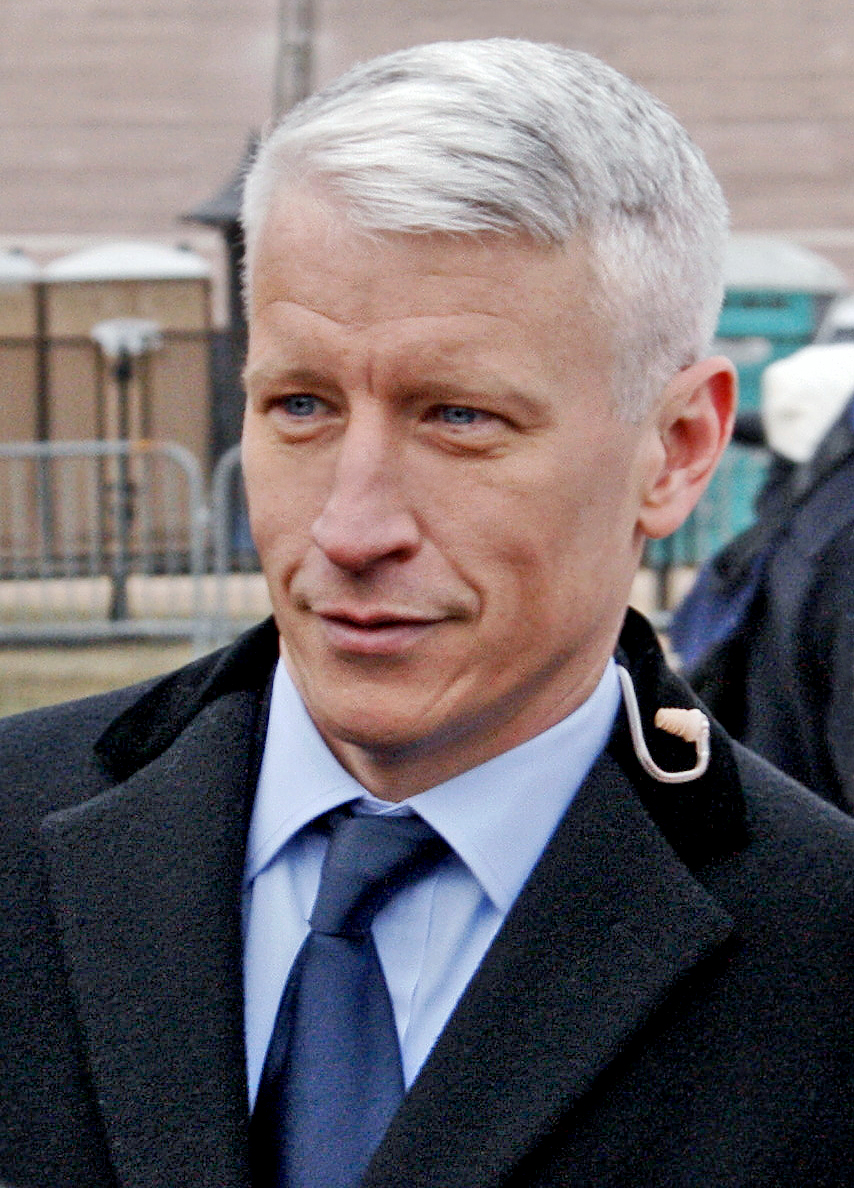
Anderson Cooper tại lễ nhậm chức của Tổng thống Obama tại Washington, D.C., 2009.

Vào năm 2005, trong bản tin về hậu quả Bão Katrina trên CNN, ông đã phỏng vấn Thượng nghị sĩ Mary Landrieu, Thượng nghị sĩ Trent Lott, và Đức cha Jesse Jackson về ý kiến của họ về phản ứng của chính quyền. Sau đó trong một cuộc phỏng vấn với tạp chí New York, ông nói: "Tôi không muốn trở nên xúc động hay là tức giận gì, nhưng thật khó để tránh những điều đó khi mà xung quanh bạn là những con người dũng cảm đang phải gánh chịu và cần trợ giúp." Tạp chí Broadcasting & Cable viết rằng: "Hậu quả cơn bão Katrina đã mở ra một luồng báo chí thiên về cảm xúc mới, nhanh chóng đưa Anderson Cooper lên thành ngôi sao và trở thành người đàn ông vàng của CNN và nhân vật yêu thích của giới truyền thông sau phần đưa tin đầy xúc động của mình về cơn bão."
Vào tháng 9 năm 2005, thời lượng chương trình NewsNight của CNN tăng từ 60 lên 120 phút để đưa tin về mùa bão hoạt động mạnh bất thường. Nhằm giúp phân bổ khối lượng làm việc lớn, Cooper tạm thời được đưa làm người dẫn cùng với Aaron Brown. Sự sắp xếp này sau đó được cho là đã được giám đốc bộ phận trong nước của CNN, Jonathan Klein chỉ định trở thành lâu dài, và ông đã gọi Cooper là "người dẫn tin tức của tương lai."
Sau sự bổ sung Cooper, lượng người xem của NewsNight tăng lên đáng kể; Klein nói rằng "cái tên [của Cooper] đã nằm trên đầu lưỡi của mọi người." Để tiếp tục đà thành công, Klein quyết định thay đổi lớn với các chương trình của đài vào ngày 2 tháng 11 năm 2005. Chương trình 360° của Cooper sẽ được tăng thời lượng lên 2 tiếng và chuyển vào khung giờ 22:00 ET trước đó của NewsNight, và chương trình The Situation Room của Wolf Blitzer chuyển sang khung giờ 19:00 ET cũ của Cooper. "Không còn lựa chọn" nào khác, Aaron Brown buộc phải rời khỏi CNN, có thể đã "đồng ý lẫn nhau" với Jonathan Klein về vấn đề.
Vào đầu năm 2007, Cooper ký một thỏa thuận nhiều năm với CNN cho phép ông tiếp tục cộng tác cho 60 Minutes, đồng thời gấp đôi mức lương 2 triệu đôla hằng năm của mình lên 4 triệu đôla.

#### CNN Heroes: An All-Star Tribute
Năm 2007, ông bắt đầu dẫn chương trình CNN Heroes: An All-Star Tribute, một chương trình vinh danh những việc làm tốt của những con người bình thường.

#### Phim tài liệuPlanet in Peril
Vào tháng 10 năm 2007, Cooper trở thành người dẫn của bộ phim tài liệu Planet in Peril, cùng với Sanjay Gupta và Jeff Corwin trên CNN. Năm 2008, Cooper, và Lisa Ling từ National Geographic Explorer đã cùng sản xuất phần tiếp theo, Planet in Peril: Battle Lines, đã được khởi chiếu từ tháng 12 năm 2008.

#### Talk showAnderson Live
Vào tháng 9 năm 2010, Warner Bros. và Telepictures (cả hai đều là các công ty chị em của CNN) đã cùng với Cooper hợp tác sản xuất một chương trình talk show. Nhà báo Brian Stelter (khi đó đang làm việc cho The New York Times, nay là tại CNN), cho biết trên Twitter rằng talkshow ban ngày mới này của Warner Bros. sẽ có tên là Anderson (nay đổi thành Anderson Live). Chương trình được khởi chiếu ngày 12 tháng 9 năm 2011, và cùng với thỏa thuận về chương trình này, Cooper cũng đã ký một hợp đồng dài hạn mới với CNN để tiếp tục dẫn Anderson Cooper 360°. Ngày 29 tháng 10 năm 2012, Anderson Live được thông báo là sẽ kết thúc vào cuối mùa thứ hai. Chương trình, mặc dù đã đổi tên sau mùa một và được bổ sung thêm nhiều đồng dẫn, đã không thể đạt được chỉ tiêu về lượng người xem mà Warner Brothers đã đề ra trước đó. Số cuối của Anderson Live lên sóng ngày 30 tháng 5 năm 2013.

#### Tranh luận tổng thống Hoa Kỳ, 2016
Cùng với Martha Raddatz, Cooper trở thành người điều khiển cuộc tranh luận bầu cử tổng thống lần thứ hai giữa hai ứng viên Hillary Clinton và Donald Trump. Ông là người đồng tính công khai đầu tiên điều khiển một cuộc tranh luận tổng thống.

### 60 Minutes

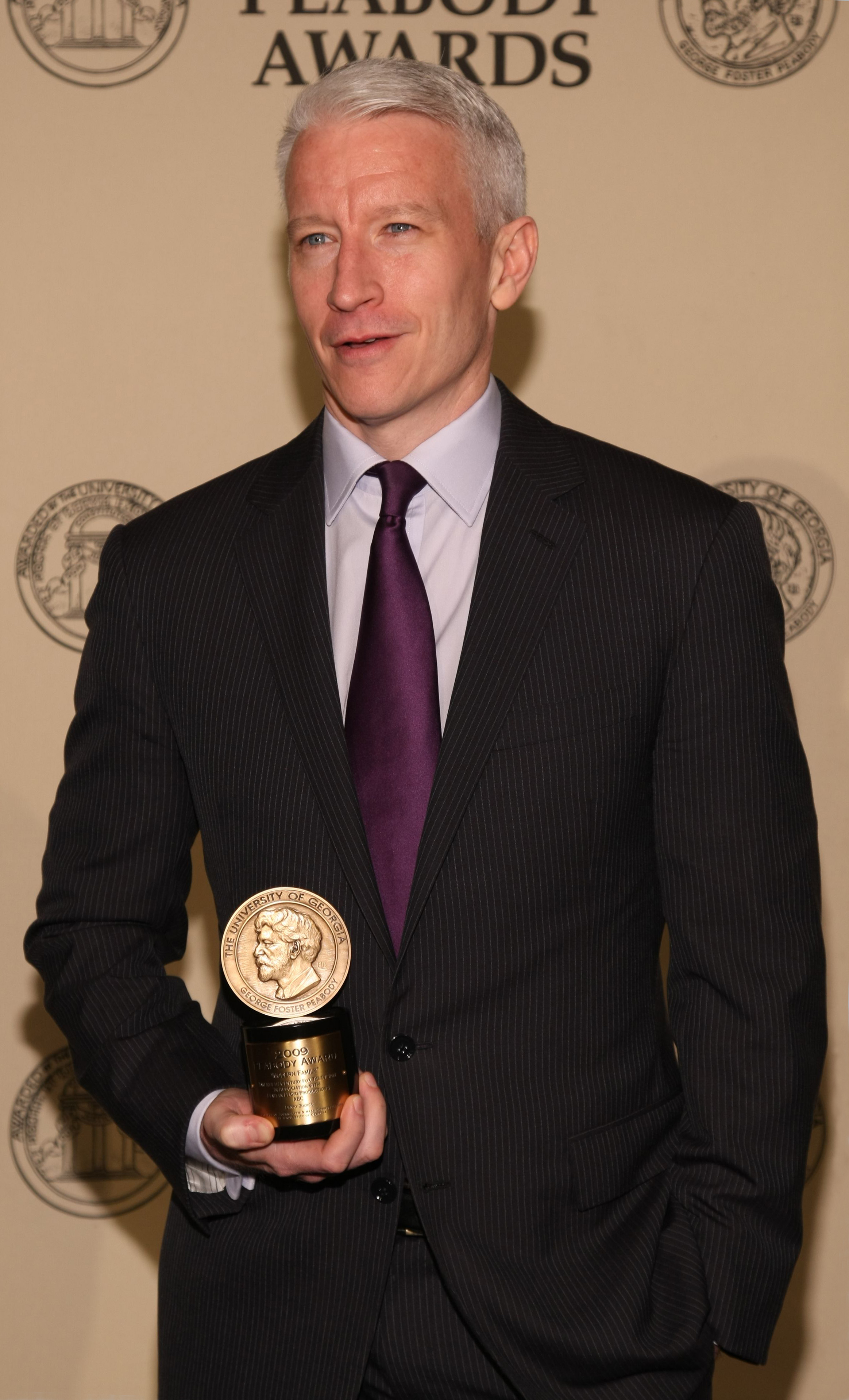
Anderson Cooper tại lễ trao Giải Peabody thường niên lần thứ 71 (Khách sạn Astoria, 21 tháng 5 năm 2012).

Cooper đã trở thành cộng tác viên cho chương trình 60 Minutes của CBS News từ năm 2007, trong khi đồng thời tiếp tục làm dẫn chương trình và cộng tác viên của CNN.

### Broadway
Cooper là người kể chuyện cho phiên bản kịch Broadway năm 2011 của cuốn sách How to Succeed in Business Without Really Trying, đạo diễn bởi Rob Ashford và sự tham gia của diễn viên Daniel Radcliffe.

### Sách báo
Là một nhà văn tự do, Cooper đã viết nhiều bài viết được xuất hiện trên nhiều phương tiện truyền thống khác, trong đó có tạp chí Details.
Tháng 5 năm 2006, nhà xuất bản HarperCollins cho xuất bản cuốn hồi ký của Cooper, Dispatches from the Edge, kể lại cuộc đời và công việc của ông khi còn ở Sri Lanka, châu Phi, Iraq và Louisiana trong những năm trước đó. Một phần doanh thu của cuốn sách được trích ra để làm từ thiện. Cuốn sách đã đứng đầu danh sách các cuốn sách bán chạy nhất của The New York Times vào ngày 18 tháng 6 năm 2006.

## Đời sống cá nhân

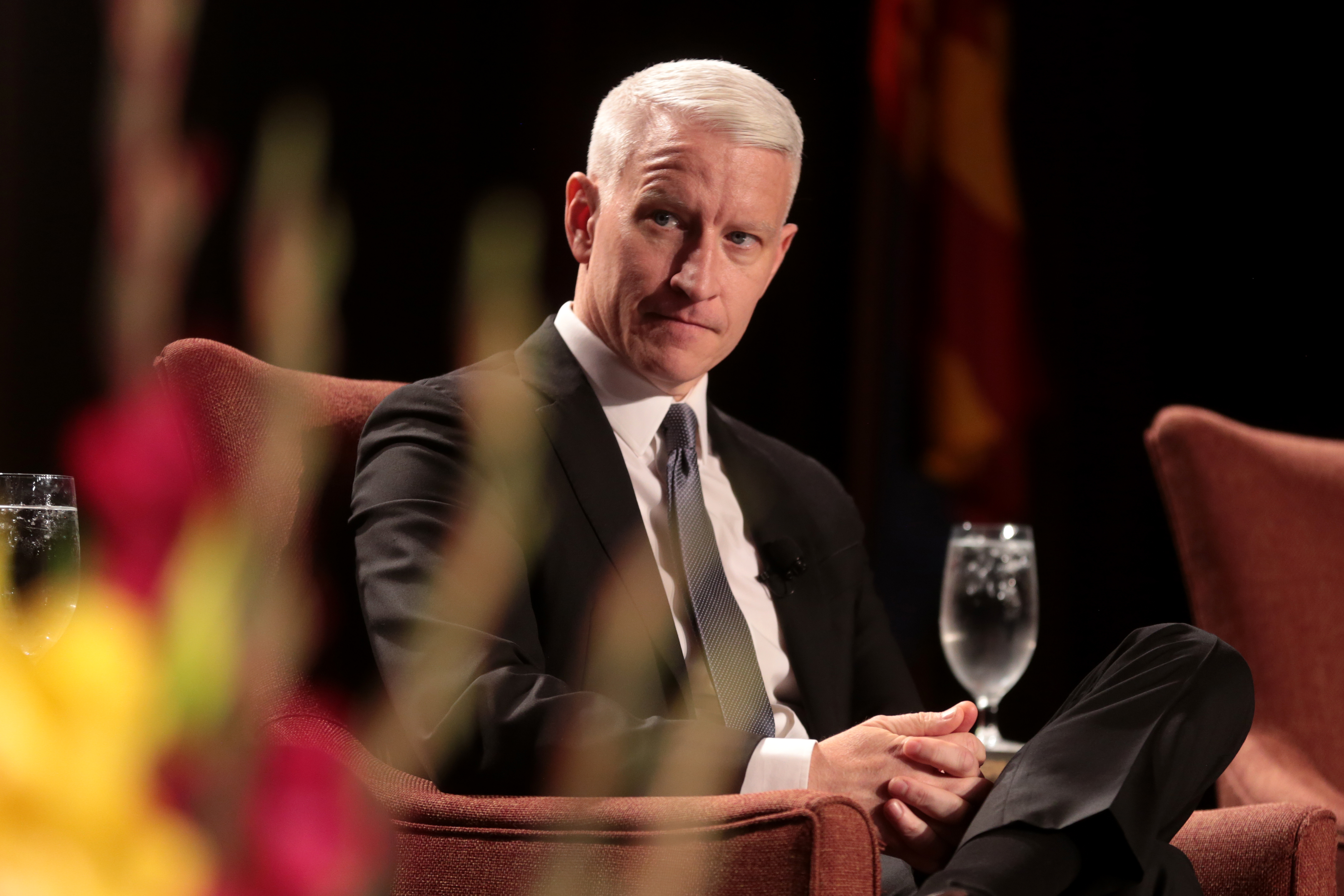
Anderson Copper

Cooper có hai người anh trai cùng mẹ khác cha, Leopold Stanislaus "Stan" Stokowski (sinh 1950), và Christopher Stokowski (sinh 1952), là kết quả của cuộc hôn nhân 10 năm giữa Gloria Vanderbilt và nhạc trưởng Leopold Stokowski.
Ông từng nói với Oprah Winfrey—trong khi quảng bá cuốn sách của minh—rằng ông từng mắc chứng khó đọc khi còn nhỏ. Tháng 8 năm 2007, ông xác nhận về "chứng khó đọc nhẹ" của mình trên chương trình The Tonight Show với Jay Leno, cũng là một người từng mắc chứng này.
Cooper là một người công khai đồng tính; theo The New York Times, ông là "nhà báo đồng tính công khai nổi bật nhất trên truyền hình Mỹ." Cooper đã tránh bàn luận về đời sống riêng tư của mình trong các cuộc phỏng vấn trong nhiều năm.
Dù vậy, ngày 2 tháng 7 năm 2012, ông cho phép Andrew Sullivan công bố một bức thư điện tử, trong đó viết rằng:
Tôi đã bắt đầu cân nhắc về việc liệu những hậu quả không lường trước được của việc giữ kín đời sống riêng của mình có lấn át những nguyên tắc cá nhân và công việc không. Tôi đã nhận ra rằng, tiếp tục im lặng về đời sống cá nhân của mình lâu như vậy có nghĩa là tôi đang thể hiện với mọi người rằng mình đang giấu điều gì dó—điều gì làm cho tôi cảm thấy khó chịu, xấu hổ hay thậm chí là sợ hãi. Điều này thật buồn bị đơn giản là nó không đúng.... Thực ra là, tôi đồng tính, luôn như vậy, sẽ luôn như vậy, và tôi không thể hạnh phúc hơn, không thể thoải mãi hơn và tự hào hơn với bản thân.

Cooper cùng bạn trai mình, chủ quán bar đồng tính Benjamin Maisani, đã hẹn hò từ năm 2009. Cooper đã cân nhắc công khai chuyện khi hôn nhân đồng giới được hợp pháp hóa tại New York tháng 7 năm 2011. Năm 2014, cặp đôi đã mua Rye House, một căn nhà cổ tại Connecticut. CEO Apple Tim Cook đã xin lời khuyên của Cooper trước khi quyết định công khai chuyện đồng tính của mình.
Năm 2014, Cooper xuất hiện trên chương trình Finding Your Roots do Henry Louis Gates dẫn chương trình, trong đó ông biết được về một người trong tổ tiên mình, Burwell Boykin, từng là một chủ nô từ miền Nam.

## Giải thưởng
| Năm  | Giải                                       | Tổ chức                                                                        | Dành cho                                                                                            | Hạng mục                                                                          | Kết quả      |
| ---- | ------------------------------------------ | ------------------------------------------------------------------------------ | --------------------------------------------------------------------------------------------------- | --------------------------------------------------------------------------------- | ------------ |
| 1993 | Bronze Telly                               | Telly Awards                                                                   | Đưa tin về nạn đói tại Somalia                                                                      |                                                                                   | Đoạt giải    |
| 1997 | Giải Emmy                                  | ATAS/NATAS                                                                     | Đưa tin về tang lễ của Công nương Diana                                                             |                                                                                   | Đoạt giải    |
| 2001 | GLAAD Media Award                          | Gay & Lesbian Alliance Against Defamation                                      | 20/20 Downtown: "High School Hero" – phóng sự về vận động viên trung học Corey Johnson              | Chương trình truyền hình tin tức nổi bật                                          | Đoạt giải    |
| 2005 | Giải Peabody                               | Đại học Báo chí và Truyền thông Đại chúng Henry W. Grady thuộc Đại học Georgia | Đưa tin về Bão Katrina                                                                              |                                                                                   | Đoạt giải    |
| 2005 | National Headliner Award                   | Câu lạc bộ Báo chí Thành phố Atlantic                                          | Anderson Cooper 360: "Wave of Destruction" – đưa tin về trận động đất và sóng thần Ấn Độ Dương 2004 | Đưa tin về sự kiện tin tức lớn                                                    | Đoạt giải    |
| 2006 | Giải Emmy                                  | ATAS/NATAS                                                                     | Anderson Cooper 360: "Charity Hospital"                                                             | Câu truyện nổi bật trong chương trình tin tức cố định                             | Đoạt giải    |
| 2006 | Giải Emmy                                  | ATAS/NATAS                                                                     | Anderson Cooper 360: "Starving in Plain Sight"                                                      | Đưa tin trực tiếp nổi bật về sự kiện nóng – Bản dài                               | Đoạt giải    |
| 2007 | Giải Emmy                                  | ATAS/NATAS                                                                     | Anderson Cooper 360: "Sago Mines"                                                                   | Đưa tin trực tiếp nổi bật về sự kiện nóng – Bản dài                               | Đề cử        |
| 2007 | Giải Emmy                                  | ATAS/NATAS                                                                     | Anderson Cooper 360: "High Rise Crash"                                                              | Thành tựu cá nhân nổi bật trong một lĩnh vực: Đạo diễn ánh sáng và Thiết kế cảnh  | Đề cử        |
| 2007 | Giải Emmy                                  | Business & Financial Reporting                                                 | Anderson Cooper 360: "Black Market Infertility"                                                     | Đưa tin nổi bật về một sự kiện tin tức kinh tế trong chương trình tin tức cố định | Đề cử        |
| 2008 | Giải Emmy                                  | ATAS/NATAS                                                                     | Anderson Cooper 360: "Unapproved Drugs"                                                             | Câu chuyện nổi bật trong chương trình tin tức cố định                             | Đề cử        |
| 2008 | Giải Emmy                                  | ATAS/NATAS                                                                     | Anderson Cooper 360: "Chicago Police Brutality"                                                     | Phóng sự điều tra nổi bật trong chương trình tin tức cố định                      | Nominated    |
| 2010 | Huân chương Quốc gia Danh dự và Chiến công | Chính phủ Haiti                                                                | Đưa tin về trận động đất Haiti 2010                                                                 |                                                                                   | Đã được trao |
| 2011 | Giải Emmy                                  | ATAS/NATAS                                                                     | Anderson Cooper 360: "Haiti in Ruins"                                                               | Đưa tin nổi bật về sự kiện nóng trong chương trình tin tức cố định                | Đoạt giải    |
| 2011 | Giải Emmy                                  | ATAS/NATAS                                                                     | Anderson Cooper 360: "Crisis in Haiti"                                                              | Đưa tin trực tiếp nổi bật về sự kiện tin tức – Bản dài                            | Đoạt giải    |
| 2013 | GLAAD Media Award                          | Gay & Lesbian Alliance Against Defamation                                      | | Vito Russo Award                                                                  | Đã được trao |

Năm trao giải hiện chưa rõ
- Bảng Bạc từ Liên hoan Phim Quốc tế Chicago dành cho phóng sự của ông từ Sarajevo về cuộc Chiến tranh Bosnia[45][59]
- Giải Đồng từ Liên hoan Quốc gia Phim và Video Giáo dục dành cho một phóng sự về Hồi giáo chính trị[45][59]

## Thời biểu sự nghiệp
- 1999–2000: Đồng dẫn World News Now[60]
- 2001–2002: Dẫn chương trình The Mole[60]
- 2003–nay: Dẫn chương trình Anderson Cooper 360°[60]
- 2005: Đồng dẫn NewsNight[60]
- 2007–nay: Cộng tác viên 60 Minutes[60]
- 2011–2013: Anderson Live

## Danh sách phim
- Chappie (2015)
- Batman v Superman: Dawn of Justice (2016)

## Sách
- Dispatches from the Edge: A Memoir of War, Disasters, and Survival (Harper Perennial, 2006). ISBN 978-0061451515.
- The Rainbow Comes and Goes (Harper Perennial, 2016). ISBN 978-0062454942.